# Wólka Domaniowska (Mazovia)
Wólka Domaniowska [ˈvulka dɔmaˈɲɔfska] Es un pueblo en el distrito administrativo de Gmina Przytyk, dentro del Distrito de Radom, Voivodato de Mazovia, en  el centro-este de Polonia. Se encuentra aproximadamente 6 kilómetros al sudoeste de Przytyk, 23 kilómetros al oeste de Radom, y 88 kilómetros al sur de Varsovia.